# 長崎県立松浦高等学校
長崎県立松浦高等学校（ながさきけんりつ まつうらこうとうがっこう, Nagasaki Prefectural Matsuura High School）は、長崎県松浦市志佐町浦免にある県立高等学校。通称は「松高」（まつこう）。

## 概要
設置課程・学科
- 全日制課程 2学科
  - 普通科
    - 四年制大学を目指す
    - 短期大学、高等看護学校、専門学校等の進路に対応する

  - 商業科　一般就職（2014年（平成26年）4月新設）

校訓
自己開拓に全力を注ごう
正しい人間関係をきずいていこう
よき市民性を身につけよう
校章
校名の「松」と、「浦」（「海」・「波」を意味する）を組み合わせて図案化し、中央にハシゴ高の「高」の文字（俗字体）を置いている。
校歌
作詞は森義男（詩人。制定当時教諭）、作曲は兼原勝利による。歌詞は3番まであり、各番とも「松浦 松浦 わが母校」で終わる。
制服
男女ともにブレザータイプで、男子はネクタイ、女子はリボン。ジャージの色は学年（入学年度）によって異なる。（紺・赤・緑）
スクールカラー
「緑」

## 沿革
- 1961年（昭和36年）11月1日 - 長崎県立松浦高等学校設立準備委員会が発足。
- 1962年（昭和37年）
  - 3月1日 - 校舎（第一期工事）が完成。
  - 4月1日 - 長崎県立松浦高等学校（現校名）が開校。
    - 当初は1学年3学級、学年定員135名。

  - 4月10日 - 第1回入学式を挙行。146名が入学。
  - 5月22日 - 開校記念式典を行う。
- 1963年（昭和38年）
  - 3月31日 - 校舎（第二期工事）が完成。
  - 4月1日 - 1学年4学級（定員200名）となる。
- 1964年（昭和39年）
  - 2月28日 - 校舎（第三期工事）が完成。
  - 4月30日 - 渡り廊下・下足室が完成。
- 1966年（昭和41年）9月17日 - 創立5周年記念式典を挙行。校歌を制定。
- 1968年（昭和43年）2月28日 - 体育館が完成。
- 1969年（昭和44年）
  - 1月27日～30日 - 長崎国体のウェイトリフティング競技会場となる。
    - 松浦市が練習場を新設し、国体終了後に学校に寄贈された。

  - 4月1日 - 長崎県立猶興館高等学校より、鷹島分校（定時制）と志佐分校が移管される。志佐分校は松浦高校本校定時制となる。
- 1971年（昭和46年）
  - 3月30日 - 美術室、音楽室が完成。
  - 9月25日 - 創立10周年記念式典を挙行。
- 1973年（昭和48年）
  - 3月29日 - 格技場が完成。
  - 4月1日 - 1学級増、1学年5学級（定員225名）となる。
- 1974年（昭和49年）3月14日 - 3階3教室、視聴覚室、社会科準備室が完成。
- 1980年（昭和55年）
  - 3月31日 - テニスコートが4面完成。
  - 10月31日 - 創立20周年記念式典を挙行。
- 1983年（昭和58年）11月20日 - グラウンドを整備。
- 1984年（昭和59年）
  - 1月30日 - 語らいの広場が完成。
  - 3月 - 卒業記念として、サツキツツジが植栽される。
- 1985年（昭和60年）
  - 3月9日 - 図書館が完成。
  - 前年度に続き、卒業記念として、サツキツツジが植栽される。「松高」の文字の形に整えられている。
- 1990年（平成2年）3月31日 - 定時制課程を廃止。
- 1991年（平成3年）
  - 3月19日 - 校長室・事務室・玄関等管理棟が完成。
  - 3月30日 - 自転車置き場が完成。
  - 11月2日 - 創立30周年記念式典を挙行。記念事業の一環として校旗を新調、吹奏楽部（ブラスバンド）を設立。
- 1993年（平成5年）
  - 1月31日 - 通学路（松高坂）を整備。
  - 3月25日 - テニスコートを5面に整備。
- 1996年（平成8年）1月31日 - 校内放送設備を整備。
- 1997年（平成9年）2月28日 - 新体育館が完成。旧体育館を解体。
- 2001年（平成13年）4月1日 - 1学級減、1学年4学級（定員160名）となる。 
  - 10月31日 - 創立40周年記念式典を挙行。記念事業の一環として校名看板を設置。
  - 12月25日 - 校内LANの整備が完了。
- 2002年（平成14年）3月25日 - 普通教室・美術教室・物理室の配置替えを行う。
- 2006年（平成18年）
  - 3月31日 - 鷹島分校を閉校。
  - 3月25日 - グラウンド防球ネットを整備。
- 2009年（平成21年）
  - 11月24日 - 新部室棟が完成。
  - 11月末 - 校舎老朽化のため、新校舎建設を着工。
- 2010年（平成22年）12月 - 新校舎が完成し、移転。
- 2011年（平成23年）- 創立50周年を迎える。
  - 創立50周年スローガン -「夢つむぎ明日を創る我らなり」
  - 10月30日 - 創立50周年記念式典を挙行予定。
- 2014年（平成26年）4月1日 - 商業科を新設。従来の普通科3学級を、普通科2学級と商業科1学級に改編[1]。
- 2022年（令和4年）4月1日 - 普通科（2学級）、商業科（1学級）を地域科学科（2学級）、商業科（1学級）に改編(予定)[2]。

## 学校行事
1学期
- 4月 - 始業式、入学式、対面式、新入生合宿研修（長崎県立世知原少年自然の家）、歓迎遠足
- 5月 - PTA総会、前期生徒集会、中間考査
- 6月 - 高総体、生徒会役員選挙、期末考査（～7月）
- 7月 - 高大連携講座[3]、インターンシップ（職場体験）、三者面談、球技大会、終業式、オープンスクール
- 8月前半 - 高1・高2学習会（4日間）、高3学習合宿（5泊6日、平戸市）、平和学習（9日 長崎原爆の日）

2学期
- 8月後半 - 始業式
- 9月 - 体育祭（赤・青・緑の３色に分かれ競う）、松鵬祭（文化祭）、中間考査（～10月）
- 10月 - 松浦市内清掃ボランティア、県総文祭
- 11月 - 高総体駅伝、後期生徒総会、高1・2校内マラソン大会、期末考査、高2修学旅行
- 12月 - 終業式

3学期
- 1月 - 始業式、高1・2百人一首かるた取り大会
- 2月 - 高校推薦入試、学年末考査、同窓会入会式
- 3月 - 卒業式、高校一般入試、終業式（修了式）、文化部芸術祭

## 部活動
運動部
- 陸上部（平成23年度強化指定校[4]）
- バレーボール部
- バスケットボール部
- ソフトテニス部
- 野球部（男）
- 卓球部
- なぎなた部（平成23年度国体拠点校[4]）

文化部
- 美術部
- 吹奏楽部
- 放送部
- 茶道部
- 華道部

活動成績
- なぎなた部 - 2003年（平成15年）8月 - 2003年長崎ゆめ総体（松浦市内で競技実施）で団体試合ベスト8、個人試合3位入賞。
- 吹奏楽部 - 1997年（平成09年）2月 - 第22回九州アンサンブルコンテスト（大分県別府市）　サキソフォン4重奏・銀賞受賞
- 吹奏楽部 - 1999年（平成11年）2月 - 第24回九州アンサンブルコンテスト（鹿児島県牧園町）打楽器5重奏　　　・銅賞受賞
- 吹奏楽部 - 2003年（平成15年）2月 - 第28回九州アンサンブルコンテスト（沖縄県具志川市）サキソフォン4重奏・銅賞受賞

## 著名な出身者
- 前川晴菜　(陸上競技選手<長距離・マラソン>、第20代松浦よかとこ大使[5])

## アクセス
最寄りの駅
- MR松浦鉄道「松浦駅」より徒歩10分。

最寄りのバス停
- 西肥バス「松浦市役所前」バス停下車後、徒歩7分。

## 周辺
官公署
- 松浦市役所
- 松浦市消防本部松浦市消防署
- 松浦警察署

郵便局・金融機関
- 松浦郵便局
- 十八親和銀行松浦中央支店

学校・保育施設
- 松浦市立志佐中学校
- 松浦市立志佐小学校
- まつうら幼稚園
- 志佐保育園

その他
- 志佐川

## 参考資料
- 「長崎県立松浦高等学校 創立50周年記念誌 2011年（平成23年）10月30日発行）